# ميكرو ثانية

ميكروثانية هو وحدة لوصف الوقت حسب نظام الوحدات الدولي وتساوي واحد من المليون (أي 10−6) من الثانية. رمز الوحدة بالإنجليزية هو µs.

## أمثلة على الاستخدامات
- 277.8 ميكروثانية—حوالي ربع ثانية (أي 60من 60 من الثانية)، وتستخدم في الحسابات الفلكية من قبل أول من استخدمها هو العالم المسلم أبو الريحان البيروني في عام 1000 ميلادي ومن بعده من قبل روجر باكون في عام 1267 م.[2][3]

## أرقام للاطلاع
- متوسط طرفة العين البشرية يستغرق 350,000 ميكروثانية.
- وميض (أو فلاش) الكاميرا يستغرق 100,000 ميكروثانية.
- سرعة فتح مصراع الكاميرا يستغرق 8,000 ميكروثانية.

## اقرأ أيضا
- وقت أقصر (نانو ثانية).
- وقت أطول (ميلي ثانية).